# Conner Prince
Conner Lynn Prince (* 28. März 2000 in Fort Worth, Texas) ist ein US-amerikanischer Sportschütze.

## Erfolge
Conner Prince gewann 2019 in Suhl den Junioren-Weltcup und setzte diese Erfolge auch im Erwachsenenbereich fort. 2023 sicherte er sich beim Weltcup in Rabat die Goldmedaillen im Mannschafts- und im Mixedwettbewerb. Ein Jahr darauf schloss er den Weltcup in Lonato del Garda in der Einzelkonkurrenz auf dem zweiten Platz ab.
Bei den Olympischen Spielen 2024 in Paris erreichte Prince im Einzel in der Qualifikation 124 Punkte, womit er gemeinsam mit dem Italiener Tammaro Cassandro und dem Taiwaner Lee Meng-yuan den Olympischen Rekord egalisierte und ins Finale einzog. Dort erreichte er den letzten Durchgang, in dem er sich mit seinem eigenen Trainer Vincent Hancock um den Olympiasieg duellierte. Hancock sicherte sich mit insgesamt 58 Treffern die Goldmedaille, während Prince mit 57 Punkten die Silbermedaille erhielt. Bronze ging an Lee Meng-yuan, der einen Durchgang zuvor mit 45 Punkten ausgeschieden war. Im anschließenden Mixed trat Prince mit Dania Vizzi an und belegte mit ihr den sechsten Platz.
Er studiert Manufacturing and Industrial Management an der Tarleton State University.